# Sinnai Calcio a 5
L'Associazione Sportiva Dilettantistica Sinnai Calcio a 5 è una squadra italiana di calcio a 5 con sede a Sinnai, nella città metropolitana di Cagliari.

## Storia
La sezione maschile della società, fondata nel 2001, ha disputato una stagione in Serie B mentre la sezione femminile ha partecipato ininterrottamente alla Serie A dalla sua istituzione sino al 2017. Dal 2017 al 2022 ha partecipato al campionato di serie C, vincendolo nella stagione 2018-19, con la promozione in A2 dopo la vittoria nello scontro diretto con l'Alghero.

## Palmarès
- Coppa Italia: 1
  - 2012-2013
- Supercoppa italiana: 1
  - 2013